# تپيك درة (ديزجرود الشرقي)
تپيك درة (بالفارسية: تپیک‌دره) هي قرية تقع في إيران في أذربيجان الشرقية. يقدر عدد سكانها بـ 248 نسمة بحسب إحصاء 2016.